# Danny Fuchs
Danny Fuchs (* 25. Februar 1976 in Dessau) ist ein ehemaliger deutscher Fußballspieler.

## Sportliche Laufbahn

### Vereinskarriere
Fuchs spielte in der Jugend für die BSG Traktor Quellendorf, die BSG Motor Köthen und den Halleschen FC. 1994 wechselte er zum damaligen Regionalligisten SV Wehen, bevor er 1996 zum TSV 1860 München ging. Dort kam er jedoch nur in der Amateurmannschaft zum Einsatz. Von 2001 bis 2003 spielte er beim Karlsruher SC in der 2. Bundesliga, danach wechselte er zur SpVgg Greuther Fürth.
Zur Spielzeit 2007/2008 wechselte Fuchs ablösefrei zum VfL Bochum in die Bundesliga, wo er einen Dreijahresvertrag erhielt. Nach seinem Bundesligadebüt gegen Werder Bremen am ersten Spieltag schoss er beim 5:3-Sieg der Bochumer gegen den VfL Wolfsburg sein erstes Erstligator.
Zur Hinrunde der Saison 2008/2009 kam Fuchs beim VfL Bochum nur zu einem Kurzeinsatz, woraufhin er während der Winterpause an den Zweitligisten 1. FC Kaiserslautern ausgeliehen wurde. Im Sommer 2009 wechselte er ablösefrei zum FCK und unterzeichnete einen Vertrag bis Juni 2011. 2010 stieg er mit seinem Verein in die Bundesliga auf. Er kam allerdings nicht über die Rolle des Ergänzungsspielers hinaus. Nach dem Ende der Saison 2010/11 beendete er seine Karriere.

### Erfolge
- Aufstieg in die Bundesliga 2010 mit dem 1. FC Kaiserslautern

## Berufliche Laufbahn
Danach arbeitete Fuchs bis 2016 als Scout beim FCK und ist seitdem in gleicher Funktion für Borussia Mönchengladbach tätig.